# Miaoli
Miaoli (chinesisch 苗栗市, Pinyin Miáolì Shì) ist eine Stadt mit etwa 86.000 Einwohnern (September 2024) in der Republik China (Taiwan). Sie ist Hauptstadt des Landkreises Miaoli.

## Lage
Miaoli ist das politische, wirtschaftliche und kulturelle Zentrum des gleichnamigen Landkreises. Die Stadt liegt im nordwestlichen Teil Taiwans im Tal des Houlong-Flusses, der östlich und nördlich am Stadtzentrum vorbeifließt und knapp 10 km nordwestlich in die Taiwanstraße mündet. Der westliche Teil des Stadtgebiets wird von Hügeln eingenommen, die Höhen von etwa 240 m erreichen. Aufgrund zahlreicher Berge in der Umgebung trägt Miaoli auch den Beinamen „Bergstadt“.
Die Stadt verfügt über einen Anschluss an die Autobahn Nationalstraße 1, die wichtigste Nord-Süd-Verkehrsader Taiwans, sowie über einen Bahnhof der Taiwanischen Eisenbahn TRA und der Taiwan High Speed Rail.
Das 3789 Hektar messende Stadtgebiet umfasst etwa 1800 Hektar Bergland und 900 Hektar landwirtschaftliche Nutzfläche im Osten.

## Geschichte
Das Gebiet der Stadt Miaoli war ursprünglich von Taokas besiedelt, einem indigenen Volk Taiwans. In ihrer Sprache bedeutet Miaoli „Ebene“.
Ab 1737 wurde die Region von Einwanderern vom chinesischen Festland besiedelt, überwiegend Hakka aus der Provinz Guangdong. Bis heute haben die Hakka einen hohen Anteil an der Bevölkerung Miaolis, die Stadt ist eines ihrer Zentren in Taiwan.
Während der japanischen Herrschaft über Taiwan war Miaoli Hauptstadt eines Distrikts der Präfektur Shinchiku. Unter der Republik China wurde die Stadt Sitz des Landkreises Miaoli und hatte zunächst den Status einer Stadtgemeinde (鎮,  Zhèn). Am 25. Dezember 1981 wurde sie zur Stadt (市,  Shì) heraufgestuft.
In Miaoli befindet sich die 2003 gegründete Vereinigte Nationaluniversität (國立聯合大學, National United University, NUU).

## Bevölkerung
Der Anteil der Hakka-Bevölkerung in Miaoli wurde im Jahr 2016 anhand einer Stichprobenerhebung auf knapp 90 % geschätzt. Die Kategorisierung als „Hakka“ ist allerdings komplex und viele Personen geben in Umfragen an, dass sie sich mehr als einer Identität zugehörig fühlen (z. B. auch als Hoklo). Der Anteil der indigenen Völker an der Bevölkerung Miaolis war demgegenüber gering. Ende 2017 wurden hier 780 Personen (ca. 0,9 %) gezählt.

## Stadtverwaltung

Stadtteile von Miaoli mit Nummerierung entsprechend der nebenstehenden Aufzählung. Die Farben geben die Zugehörigkeit zu verschiedenen Wahlkreisen an

Miaoli ist in 28 Stadtteile (里,  Lǐ) unterteilt (die im Folgenden getroffene Nummerierung hat keinen offiziellen Charakter).
1. Lümiao (綠苗里)

2. Yumiao (玉苗里)

3. Xinmiao (新苗里)

4. Qingmiao (青苗里)

5. Zhongmiao (中苗里)

6. Shangmiao (上苗里)

7. Gaomiao (高苗里)

8. Beimiao (北苗里)

9. Huaqingli (華清里)

10. Yuqingli (玉清里)

11. Yuhua (玉華里)

12. Weixiang (維祥里)

13. Weixin (維新里)

14. Fu’an (福安里)

15. Fuxing (福星里)

16. Jiangong (建功里)

17. Jiaxin (嘉新里)

18. Jiasheng (嘉盛里)

19. Datong (大同里)

20. Gongjing (恭敬里)

21. Shengli (勝利里)

22. Shuiyuan (水源里)

23. Nanshi (南勢里)

24. Xinying (新英里)

25. Xinchuan (新川里)

26. Fuli (福麗里)

27. Wenshan (文山里)

28. Wensheng (文聖里)

## Partnerstädte
Miaoli hat verschiedene Partnerschaftsabkommen mit anderen Städten geschlossen. Die Kontakte mit den drei US-amerikanischen Orten sind jedoch wenig aktiv. Recht intensiv ist dagegen der Austausch mit der japanischen Partnergemeinde.
- Lake St. Louis (Missouri), USA (1989)
- Wentzville (Missouri), USA (1989)
- Kissimmee (Florida), USA (1989)
- Shimizu (Präfektur Shizuoka), Japan (2003)

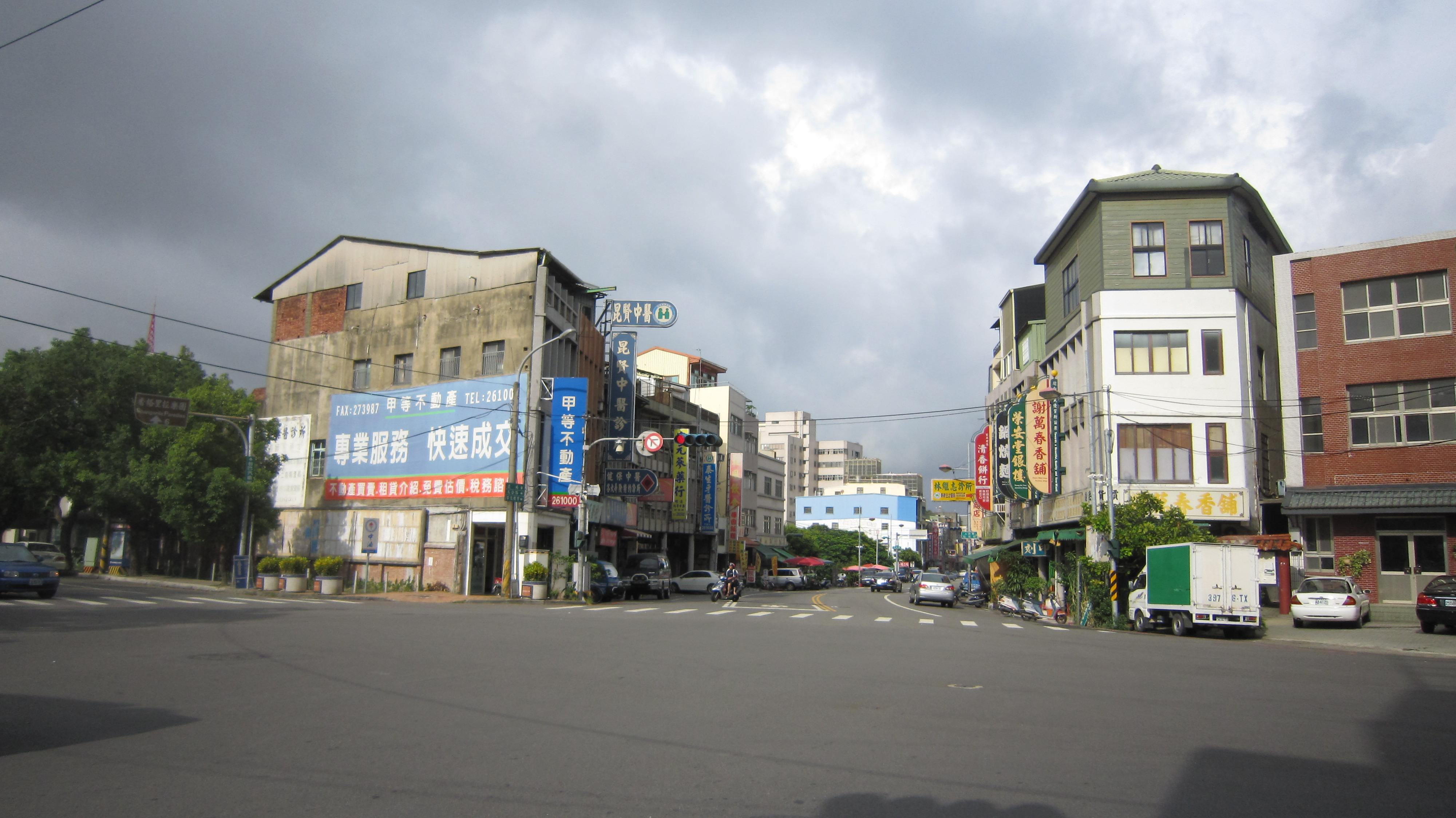
Stadtimpression
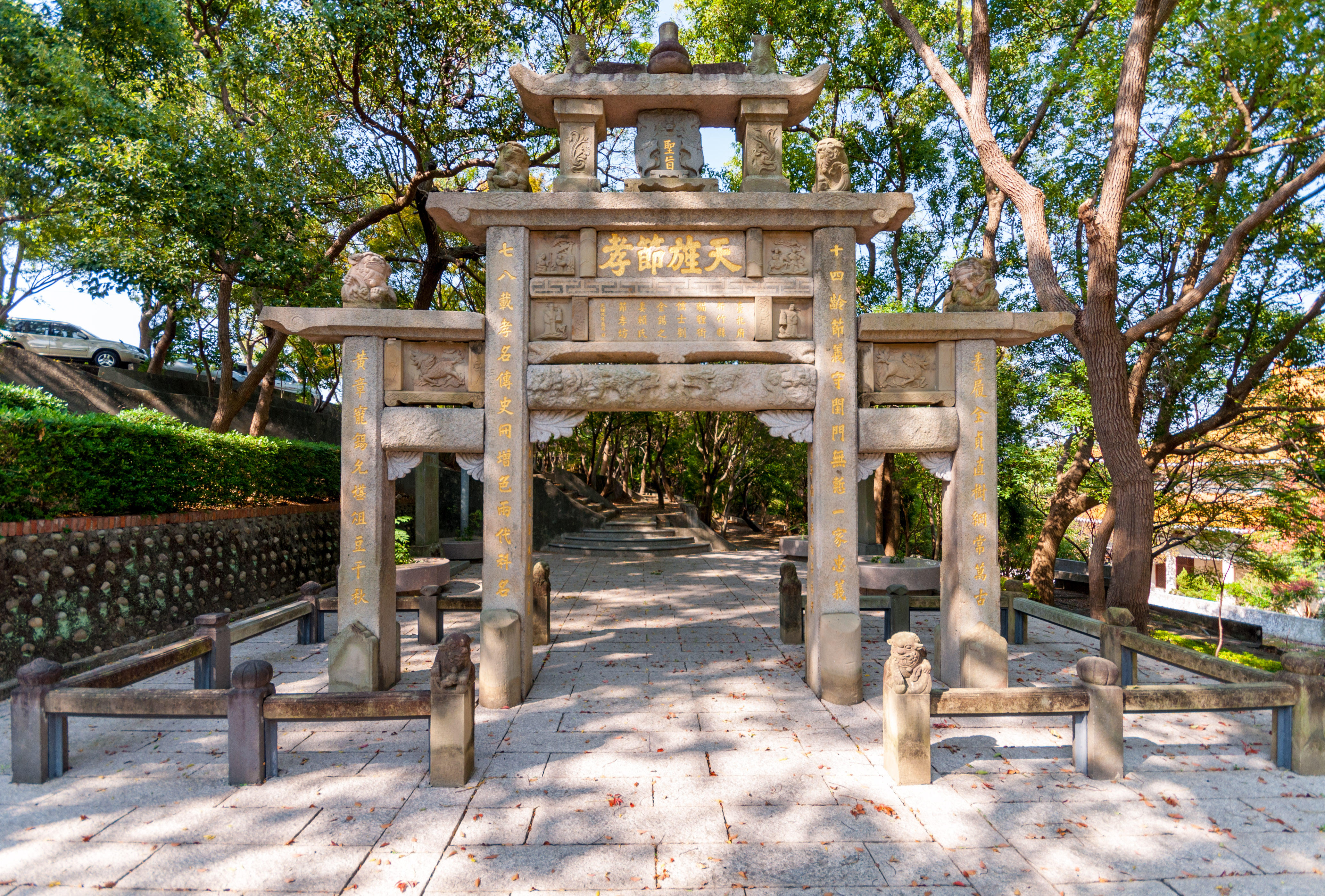
Tor im Maolishan-Park in Miaoli